# Трояци
Трояци (на македонска литературна норма: Тројаци) е село в община Прилеп, Северна Македония.

## География
Селото е разположено в долината на Раечка река, източно от град Прилеп.

## История
В XIX век Трояци е българско село в Прилепска кааза на Османската империя. Църквата „Свети Георги“ е от 1838 година. В „Етнография на вилаетите Адрианопол, Монастир и Салоника“, издадена в Константинопол в 1878 година и отразяваща статистиката на населението от 1873 година, Трояк е посочено като село във Велешка каза с 40 домакинства и 173 жители българи.
Според статистиката на Васил Кънчов („Македония. Етнография и статистика“) от 1900 година Трояци има 380 жители, всички българи християни.
На Етнографската карта на Битолския вилает на Картографския институт в София от 1901 година Троянци е чисто българско село в Прилепската каза на Битолския санджак с 42 къщи.
В началото на XX век българското население на селото е под върховенството на Българската екзархия. По данни на секретаря на екзархията Димитър Мишев („La Macédoine et sa Population Chrétienne“) през 1905 година във Троянци има 280 българи екзархисти. Към 1906-1907 година енорийски свещеник на Трояци и Беловодица е Пантелеймон Мицев.
При избухването на Балканската война в 1912 година 3 души от селото са доброволци в Македоно-одринското опълчение.
Според преброяването от 2002 година селото има 11 жители, всички северномакедонци.

## Личности
Родени в Трояци
- Никола Божков (1867 – 1946), български революционер
- Петре, български учител в родното си село в началото на XIX век, баща на Гьорче Петров[8]
- Таше Колев (? - 1905), милиционер от ВМОРО, загинал в родното си село в сражение с турци[9]
- Христо Трайков, български опълченец, IV опълченска дружина, умрял преди 1918 г.[10]

Починали в Трояци
- Никола Станев (? – 1907), български революционер от ВМОРО, роден в Крън, четник при Стефан Шиндилов[11]
- Стефан Шиндилов – Шиндил (? – 1907), прилепски полски войвода от ВМОРО